# Phyllophaga durangoana
Phyllophaga durangoana är en skalbaggsart som beskrevs av Moser 1921. Phyllophaga durangoana ingår i släktet Phyllophaga och familjen Melolonthidae. Inga underarter finns listade i Catalogue of Life.